# 陳方泰
陳方泰（6世紀—7世紀），吴兴郡长城县（今浙江长兴）人，南北朝南陳宗室與官員。

## 生平
陳方泰的祖父是陳武帝陳霸先的弟弟南康忠壯王陳休先，父親則是南康愍王陳曇朗。陳方泰和弟弟陳方慶在父親往北齊作人質時留在南梁，他年少粗獷，經常和不良少年一起嬉戲玩樂，陳文帝因為陳曇朗的緣故而寬恕他。天嘉元年（560年）受封南康世子，次年得知他的父親已死，就襲爵為南康嗣王，不久擔任仁威將軍、丹陽尹，置佐史輔助他。太建四年（572年），遷使任持節、都督廣衡交越成定明新合羅德宜黃利安建石崖十九州諸軍事、平越中郎將、廣州刺史。他為政殘暴，因此被彈劾免官，唯很快就獲起用為仁威將軍，設置佐史。太建六年（574年），授持節、都督豫章郡諸軍事、豫章內史。他在內郡不理民事，任滿前屢次任由部下搶劫人民，又縱火燒燬民居以搶掠驅走富人、收受賄賂。代任內史來到，陳方泰又滯留不回京。回京後，朝廷下詔任命他為宗正卿，依然任職將軍、佐史。但尚未拜授，就給御史中丞宗元饒彈劾免官，回到王居。
太建十一年（579年），他擔任寧遠將軍，任職尚書省，不久加散騎常侍，酌量加置佐史。當年八月，陳宣帝臨幸大壯觀閱兵，命都督任忠在玄武湖領步騎十萬，都督陳景領艦隻五百出巡瓜步江，宣帝登上玄武門觀看，宴請群臣一同閱兵，又臨幸樂遊苑，設下絲竹會，接著回到大壯觀，集合眾軍回京。其時陳方泰應該跟隨，但他上奏啟母親生病不行，與亡命之徒楊鍾期等二十人微服到民間姦淫人妻，被州所記載，又帶頭抵抗，傷及禁司而被彈劾。宣帝大怒，將他下獄。陳方泰最初只承認行淫，不承認抵抗禁司，宣帝指出不承認施行測刑，於是陳方泰就招認罪行；兼御史中丞徐君敷向宣帝上奏請求解除陳方泰的官職，並交付宗正削除他的爵位和領土，陳宣帝允許，不過很快朝廷就恢復他的官爵，到禎明初年遷任侍中，依然擔任將軍。
禎明三年（589年），隋朝軍隊渡江，陳方泰與忠武將軍、南豫州刺史樊猛及左衛將軍蔣元遜率領水軍在白下截斷隋軍江路。隋朝朝廷派行軍元帥長史高熲領導船艦逆流阻擋，樊猛和蔣元遜都投降，陳方泰的部屬都走散了，就棄船逃走。臺城失陷，他和陳後主入關，到大業年間出任掖縣縣令。

## 引用
1. 1 2  《陳書·卷十四·列傳第八》：南康愍王曇朗，高祖母弟忠壯王休先之子也。……初，曇朗未質於齊，生子方泰、方慶。……方泰少麤獷，與諸惡少年群聚，遊逸無度，世祖以南康王故，特寬貰之。天嘉元年，詔曰：「南康王曇朗，出隔齊庭，反身莫測，國廟方修，奠饗須主，可以長男方泰為南康世子，嗣南康王。」後聞曇朗薨，於是襲爵南康嗣王。尋為仁威將軍、丹陽尹，置佐史。
2. 1 2  《南史·卷六十五·列傳第五十五》：南康愍王曇朗，武帝母弟忠壯王休先之子也。……初，曇朗未質于齊，生子方泰、方慶……方泰少粗獷，與諸惡少年群聚，遊逸無度，文帝以南康王故，特寬宥之。天嘉二年，以為南康王世子。及聞曇朗薨，於是襲爵南康王。
3. ↑  《陳書·卷十四·列傳第八》：太建四年，遷使持節、都督廣衡交越成定明新合羅德宜黃利安建石崖十九州諸軍事、平越中郎將、廣州刺史。為政殘暴，為有司所奏，免官。尋起為仁威將軍，置佐史。六年，授持節、都督豫章郡諸軍事、豫章內史。在郡不修民事，秩滿之際，屢放部曲為劫，又縱火延燒邑居，因行暴掠，驅錄富人，徵求財賄。代至，又淹留不還。至都，詔以為宗正卿，將軍、佐史如故。未拜，為御史中丞宗元饒所劾，免官，以王還第。
4. ↑  《南史·卷六十五·列傳第五十五》：太建四年，為都督、廣州刺史。為政殘暴，為有司奏免。六年，授豫章內史，在郡不修政事。秩滿之際，屢放部曲為劫，又縱火延燒邑居，因行暴掠，驅錄富人，徵求財賄。代至，又淹留不還。至都，以為宗正卿。未拜，為御史中丞宗元饒所劾，免官，以王還第。
5. ↑  《陳書·卷十四·列傳第八》：十一年，起為寧遠將軍，直殿省。尋加散騎常侍，量置佐史。其年八月，高宗幸大壯觀，因大閱武，命都督任忠領步騎十萬，陳於玄武湖，都督陳景領樓艦五百，出于瓜步江，高宗登玄武門觀，宴群臣以觀之。因幸樂遊苑，設絲竹會。仍重幸大壯觀，集眾軍振旅而還。是時方泰當從，啟稱所生母疾，不行，因與亡命楊鍾期等二十人，微服往民閒，淫人妻，為州所錄。又率人仗抗拒，傷禁司，為有司所奏。上大怒，下方泰獄。
6. ↑  《南史·卷六十五·列傳第五十五》：十一年，起為甯遠將軍，直殿省。尋加散騎常侍。其年八月，宣帝幸大壯觀，因大閱武。命都督任忠領步騎十萬，陣於玄武湖，都督陳景領樓艦五百出于瓜步江。上登玄武門觀，宴群臣以觀之。因幸樂游苑，設絲竹會。仍重幸大壯觀，集眾軍，振旅而還。時方泰當從，啟稱所生母疾，不行。因與亡命楊鍾期等二十人微行往人間，淫淳于岑妻，為州長流所錄。又率人仗抗拒，傷損禁司，為有司所奏。上大怒，下方泰獄。
7. ↑  《陳書·卷十四·列傳第八》：方泰初但承行淫，不承拒格禁司，上曰不承則上測，方泰乃投列承引。於是兼御史中丞徐君敷奏曰：「臣聞王者之心，匪漏網而私物，至治之本，無屈法而申慈。謹案南康王陳方泰宗屬雖遠，幸託葭莩，刺舉莫成，共治罕績。聖上弘以悔往，許其錄用，宮闈寄切，宿衛是尸。豈有金門旦啟，玉輿曉蹕，百司馳騖，千隊騰驤，憚此翼從之勞，妄興晨昏之請？飜以危冠淇上，袨服桑中，臣子之諐，莫斯為大，宜從霜簡，允寘秋官。臣等參議，請依見事，解方泰所居官，下宗正削爵土。謹以白簡奏聞。」上可其奏。尋復本官爵。禎明初，遷侍中，將軍如故。
8. ↑  《南史·卷六十五·列傳第五十五》：：方泰初承行淫，不承拒格禁司。上曰：「不承則上測。」方泰乃投列承引。於是兼御史中丞徐君整奏請解方泰所居官，下宗正削爵土，上可其奏。禎明初，為侍中。
9. ↑  《陳書·卷十四·列傳第八》：三年，隋師濟江，方泰與忠武將軍南豫州刺史樊猛、左衛將軍蔣元遜領水軍於白下，往來斷遏江路。隋遣行軍元帥長史高熲領船艦泝流當之，猛及元遜並降，方泰所部將士離散，乃棄船走。及臺城陷，與後主俱入關。隋大業中為掖令。
10. ↑  《南史·卷六十五·列傳第五十五》：陳亡，與後主俱入長安。隋大業中，為掖縣令。